# Шипка (връх)
Вижте пояснителната страница за други значения на Шипка.
Свети Никола (Шипка) е връх в Стара планина с надморска височина 1326 m, разположен на изток от Шипченския проход. На него е издигнат Паметникът на свободата, построен през 1934 г. в почит към героизма и самопожертвувателните усилия за освобождението на България от османско иго.
До 23 ноември 1951 г. върхът носи името Свети Никола. Преименуван е поради атеизма на комунистическата власт, като новото му име е връх Столетов, на името на руския имперски генерал, ръководил отбраната на Шипченския проход. През 1964 г. Леонид Брежнев посещава Казанлък и разбира за новото име. Поради антимонархическите възгледи на комунистите, той отново поставя въпроса за името на върха. Оттогава до 1977 г. върхът не се споменава по име и едва по повод 100-годишнината от Шипченската епопея е наречен с името Шипка. Преименуването става с указ от 30 септември 1977 г. Това всъщност е името на съседен връх, на който също са се водили боеве през 1877 г. Връх Шипка, който е с височина 1232 m, е разположен на север от Свети Никола, така след 1977 г. два съседни върха носят едно и също име.
По време на Руско-турската война (1877 – 1878) в началото на август 1877 г. генерал Николай Столетов организира отбраната на Шипченския проход, като разполага Шипченския отряд (в който влизат Габровския отряд и I, II, III, IV и V дружина на Българското опълчение) на връх Свети Никола, връх Орлово гнездо и връх Шипка. От Българското опълчение I и IV дружина са на връх Свети Никола, а II, III и V дружина са на връх Шипка.
Решителните сражения се водят на 9 –14 август стар стил/21 – 26 август нов стил 1877 г. Защитниците показват изключителен героизъм и въпреки численото превъзходство на противника, атаките са отблъснати.
Паметникът на свободата на върха е сред 100 национални туристически обекта на БТС под номер 93. Печат има на касата. До него води автомобилен път и каменно стълбище. Паметникът е част от Парк-музей „Шипка“. 